# Fallston (Pennsylvania)
Fallston è una borough degli Stati Uniti d'America, nella contea di Beaver nello Stato della Pennsylvania. Secondo il censimento del 2000 la popolazione è di 307 abitanti.

## Società

### Evoluzione demografica
La composizione etnica vede una prevalenza della razza bianca (93,49%) seguita da quella afroamericana (5,54%), dati del 2000.
| borough di Fallston Popolazione |     |
| 2000                            | 307 |
| Stima al 2009                   | 286 |